# Edenbridge, Kent
Edenbridge är en småstad och civil parish i grevskapet Kent i sydöstra England. Staden ligger i distriktet Sevenoaks, nära gränsen till Surrey. Den är belägen cirka 37 kilometer sydost om centrala London. Tätorten (built-up area) hade 7 902 invånare vid folkräkningen år 2021.